# Rathaus (Mühlhausen/Thüringen)

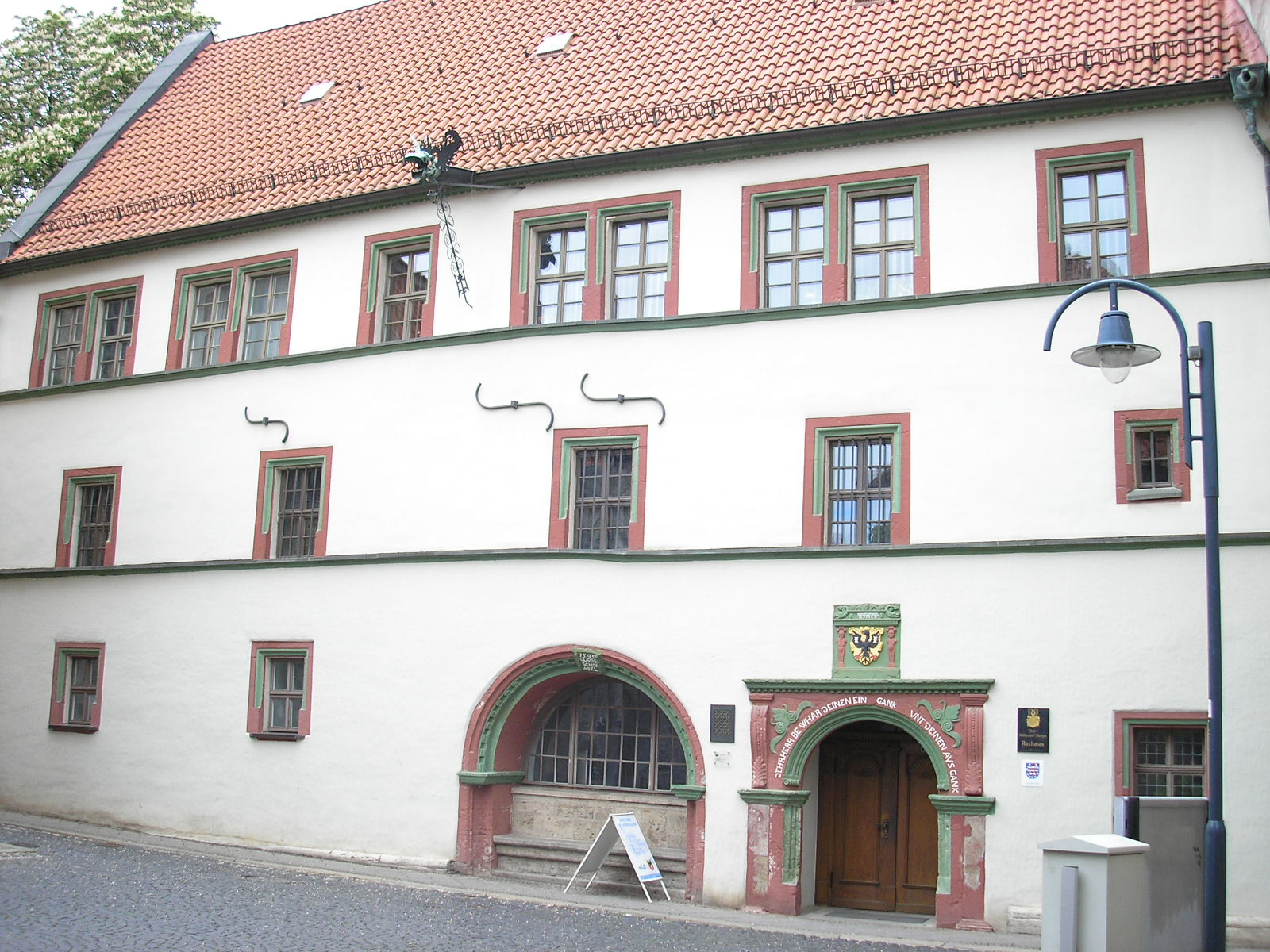
Rathaus, Südflügel (Renaissance)

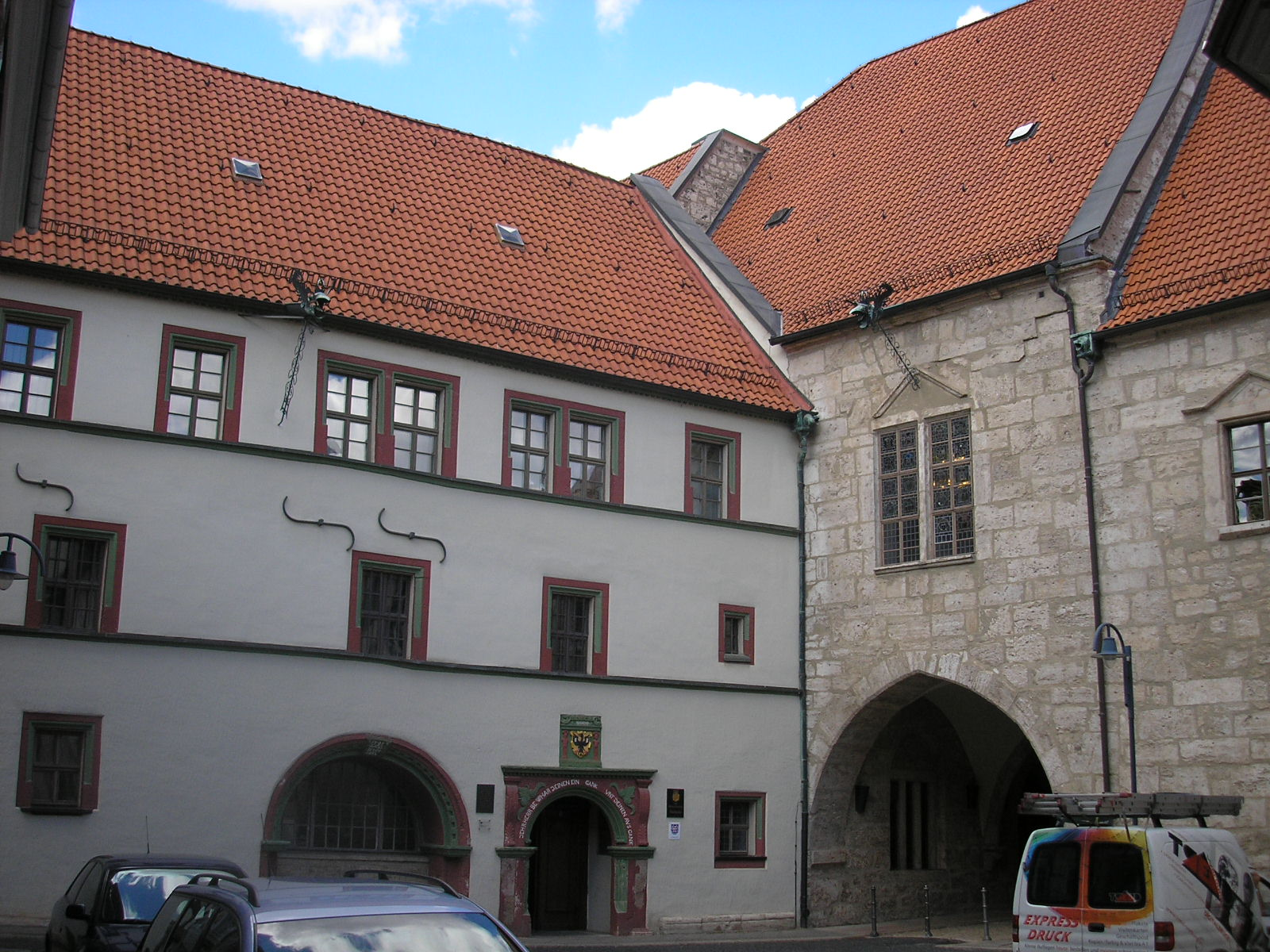
Übergang zum gotischen Flügel

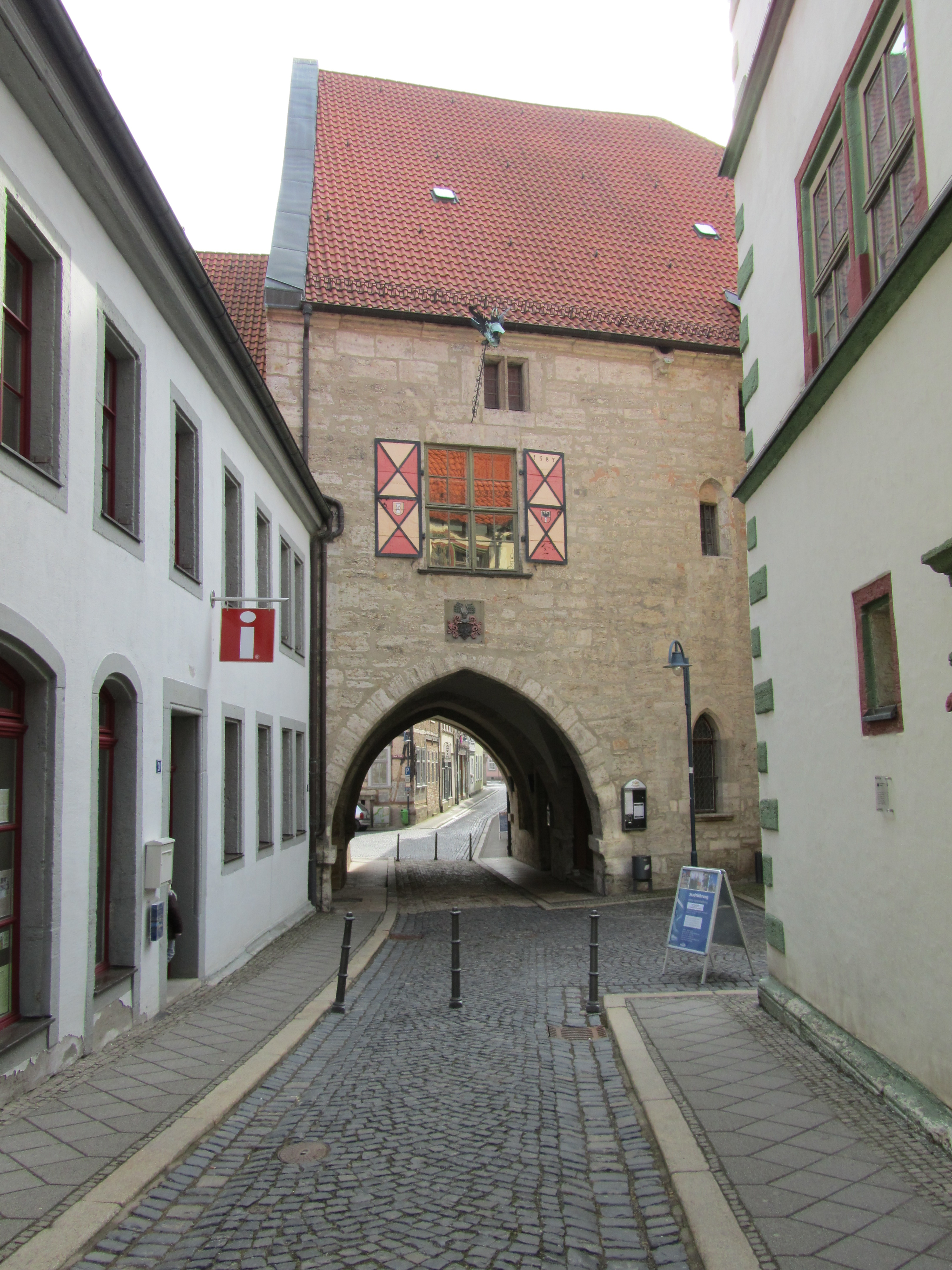
Ratsstraße, Nordseite

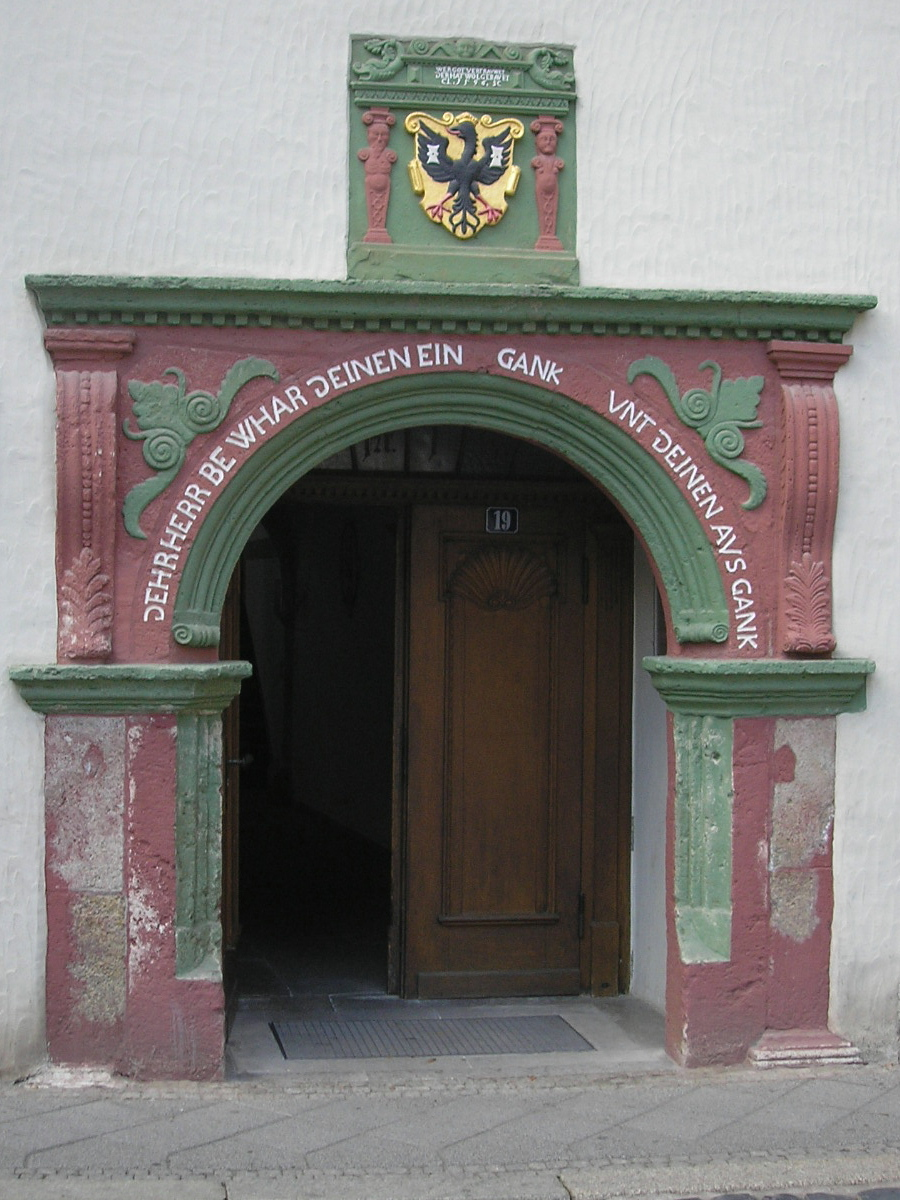
Rathausportal

Das Rathaus in Mühlhausen/Thüringen liegt zwischen dem Unter- und Obermarkt, teilweise über dem Bachlauf der Schwemmnotte. Im Hof befinden sich noch Reste des mittelalterlichen Marstalls. Der älteste, gotische Teil des Rathauses ist am Spitzbogen über der Ratsstraße zu erkennen.

## Allgemeines
Die ältesten überlieferten Stadtsiegel datieren auf die Jahre 1260 und 1278. Das Rathaus selbst wurde 1310 erstmals urkundlich erwähnt. Seit 1251 besaß die Stadt eine eigene Gerichtsbarkeit. Das Rathaus diente zudem als Münzstätte und Reichsstädtisches Archiv.

## Geschichte
Der zweigeschossige gotische Kernbau, der vermutlich nach dem Sturm auf die Königspfalz im Jahre 1256 begonnen wurde, diente bis zur Aufhebung des Zunftzwanges wie die Brotlaube und Fleischhalle am Obermarkt als Markthalle. Im Untergeschoss des gotischen Baus befand sich eine Rathauskapelle, die heute als Standesamt genutzt wird. Zu Beginn des 14. Jahrhunderts entstand auf der Westseite ein gotischer Erweiterungsbau. Die Rathaushalle im Obergeschoss wurde verlängert und daneben entstand die Große Ratsstube. Die Ratsstube ist reich gestaltet. Die Holztrennwand zur Rathaushalle hat eine spätgotische Bemalung, die anderen Wände zieren Renaissance-Malereien. Die Westseite zeigt eine Darstellung der Quaternionen mit der Jahresangabe 1572. Die Holztür hat mehrere Inschriften und trägt die Jahreszahl 1571. Die Rathaushalle besitzt ein bemaltes Tonnengewölbe aus dem 17. Jahrhundert. In der Rathaushalle befindet sich zudem ein Relikt der DDR-Geschichtsklitterung: Das 1960 gemalte Bild Thomas Müntzer setzt den Ewigen Rat ein des Malers Wilhelm Otto Pitthan zeigt eine Darstellung des Ewigen Rates vor dem gotischen Gemälde der Ratsstube. Müntzer gründete den Ewigen Rat am 17. März 1525 in der Marienkirche (Mühlhausen).
Um die Mitte des 16. Jahrhunderts wurde der Kernbau östlich verlängert. Neben der Rathaushalle wurde die Kanzlei (ca. 1570) und die Silberkammer eingerichtet. Gegen Ende des 16. Jahrhunderts entstand der Südflügel. Das Renaissance-Portal (1596) des Südflügels dient heute als Hauptzugang. Seit 1614 befindet sich im Südflügel das Reichsstädtische Archiv. Einige Jahre später wurde nördlich des Kernbaus ein Solitärgebäude errichtet. Auch der dreigeschossige Nordflügel hat ein verziertes Renaissance-Portal (1606). Zu Beginn des 17. Jahrhunderts wurde auf der Westseite ein weiterer Anbau errichtet (Westflügel).
Die letzte Erweiterung am alten Rathaus erfolgte zu Beginn des 18. Jahrhunderts an der Nordseite des Kernbaus. Dieses Gebäude beherbergt den Ratskeller. 1874 wurde der Nordflügel durch einen Wandelgang im zweiten Obergeschoss mit dem Kernbau verbunden. 1912/13 wurde im Südflügel ein neues Treppenhaus errichtet.

## Reichsstädtisches Archiv
Das Archiv im Zwischengeschoss des Südflügels verfügt über eine sehr gut erhaltene Einrichtung vom Beginn des 17. Jahrhunderts. Es dokumentiert recht vollständig die Verwaltung der Stadt und ihre Beziehungen zu deutschen Königen seit dem 14. Jahrhundert. In den Beständen befindet sich auch das Mühlhäuser Rechtsbuch nach des Reiches Recht (um 1220).

## Ähnliche Bauten
Ähnlich wie das über einen Bach erbaute Rathaus in Mühlhausen stellen das über einem ehemaligen Stadttor erbaute Rathaus zwischen den Städten in Warburg (Westfalen) sowie das Brückenrathaus in Bamberg gebaute politische Kompromisse zwischen zwei Gebietskörperschaften dar. In Mühlhausen wurde damit zwischen unterschiedlichen Marktbereichen vermittelt, in Bamberg zwischen weltlichem und geistlichem Stadtgebiet und in Warburg zwischen den beiden ehemals selbständigen Städten Warburg-Altstadt und Warburg-Neustadt, welche sich erst im Jahr 1436 zu einer Stadt vereinten.